# São Jorge (Madeira)

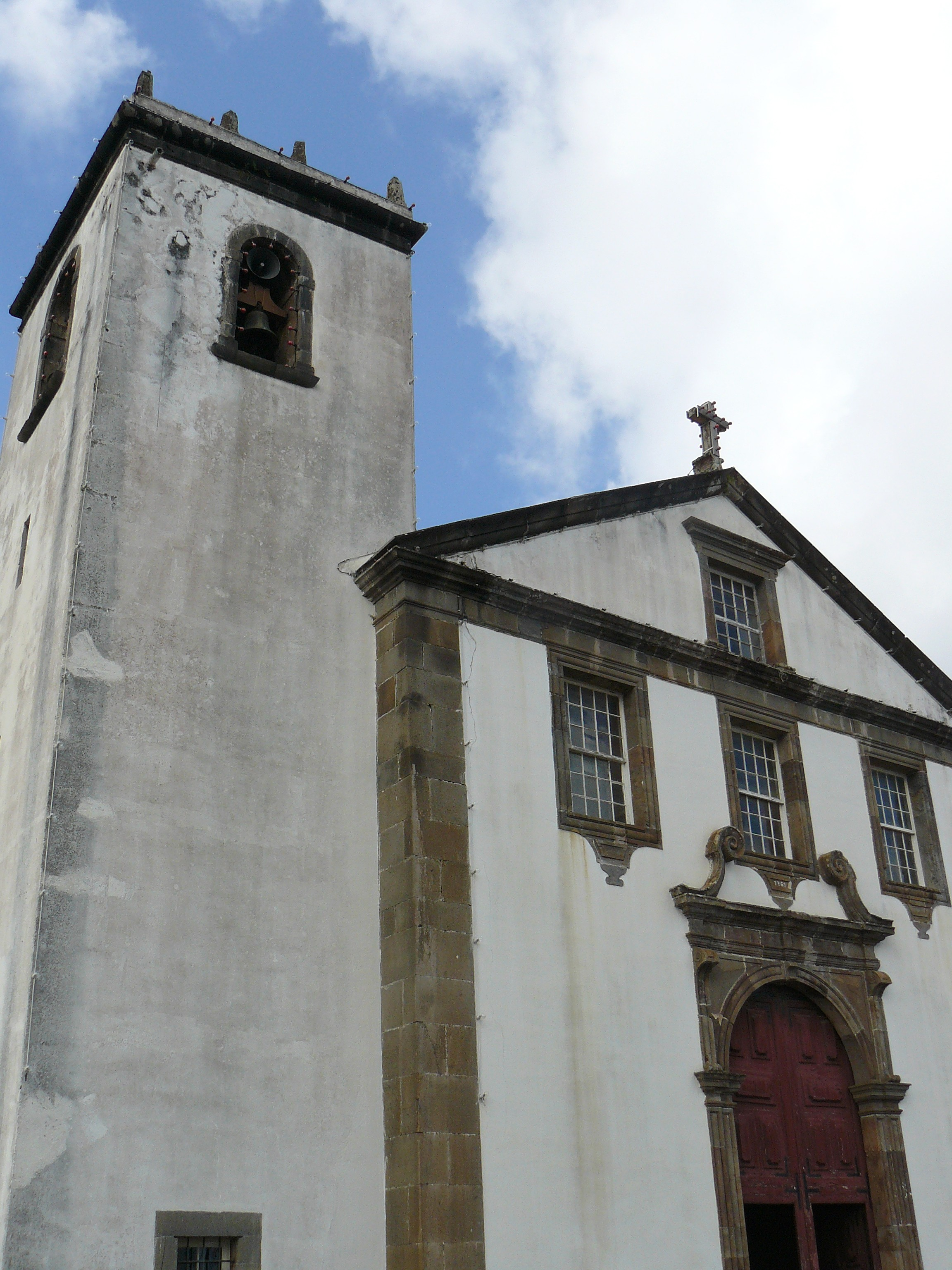
A plébániatemplom

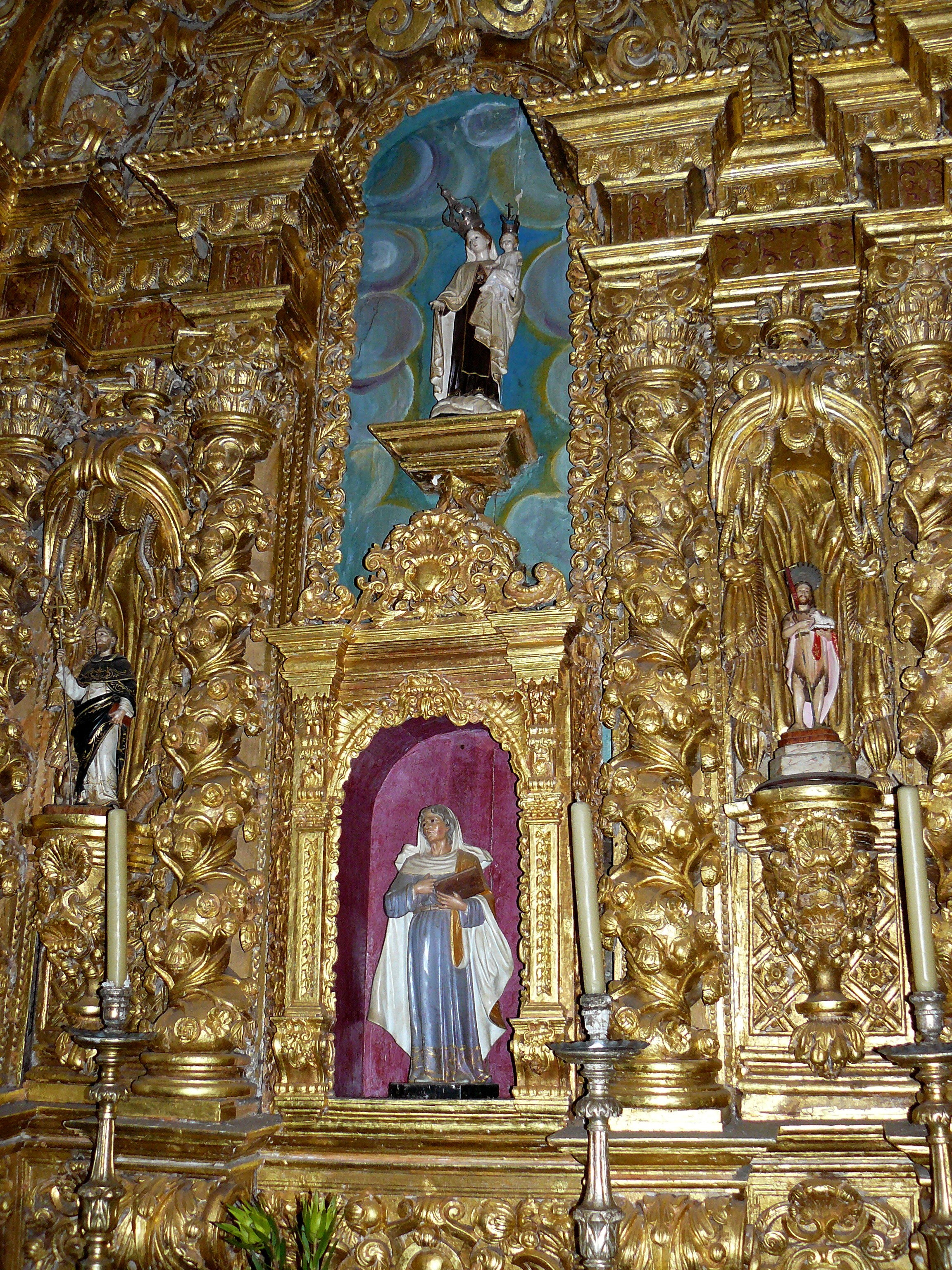
Faragott, aranyfüsttel díszített mellékoltár

A sárkányölő szent Györgyről elnevezett São Jorge egy mintegy 2000 lakosú falu Madeira szigetének északi partján, Santana járásban, a járás székhelyétől 6 km-re északnyugatra.

## Földrajzi helyzete, közlekedése
A falut átszeli a szigeten körbevezető ER 101 főközlekedési út, amiből Santana és São Jorge között ágazik le az Ilhába vezető ER 219 út, magában a faluban pedig a közkedvelt Cabanas kilátóponthoz vezető, majd a hegyek között, a Levada Nova környékén hosszan kanyargó és végül Arco de São Jorge Ribeira Funda városrészében az ER 101 úthoz visszaérkező, jelzetlen mellékút.

## Története
Az északi partvidék legkorábbi településeinek egyikeként még a 15. században alapították, és egészen a második világháborúig az északi partvidék egyik legjelentősebb kereskedőközpontja volt. Az első házak közvetlenül a tengerparton, a most Calhau de São Jorgénak nevezett helyen álltak, a 17. században azonban egy erős vihardagály elmosta a partközeli épületeket (lakóházakat és szent Sebestyén kápolnáját). Ezután a falut a parttól távolabb és sokkal magasabban, egy lapos dombháton építették újjá; a régi városközpont helyén (amit néhány falmaradvány jelez) most banánt és szőlőt termelnek.

## Látnivalók
A falu jellegzetessége, hogy a portákat gyakran magas kerítések övezik; az udvaron többnyire szőlőt termesztenek. Egykor magát a falut is kőfal vette körül. Ez többé-kevésbé ma is áll, de az egykor a tenger felőli oldalon nyílt kőkapu már nincs meg.

### Igréja de São Jorge
A falu fő nevezetessége a névadó szentről elnevezett plébániatemplom. Ezt 1660 telén, a lakosság felköltözése után kezdték el építeni, de csak közel száz év múlva fejezték be. Aranyozott barokk faragványaival és 18. századi csempefrízével a sziget északi partvidékének legszebb és művészettörténetileg legjelentősebb temploma. Szent György szobra a négyemeletes főoltáron áll. A táblaképek és falfestmények a védőszent legendájának jelenetei.

### Ponta de São Jorge
A templom előtt a tengerbe nyúló szirtfokról derűs időben Porto Santo szigetét is jól látni. A szirt tetején világítótorony áll.

### Casa de Palha
A templom mögött álló kisvendéglő a São Jorge környékére egykor jellemző, négyszögletes, szalmatetős házak utánzata.

## Cukormalom
A malmot a cukornádtermesztés második felfutása idején építették; a gépezetet egy kis csatornában odavezetett vízzel hajtották meg. Jelenleg műemlék.

## Településrészei
- Farrobo,
- Lombo da Cunha,
- Achada Grande,
- Pico,
- Fajã Alta.